# Francis Birch
Pour les articles homonymes, voir Birch.
Albert Francis Birch (Washington, 22 août 1903 — Cambridge, 30 janvier 1992) est un géophysicien américain, ayant contribué en 1947 à établir une équation qui porte en partie son nom. 
Au cours de la Seconde Guerre mondiale, Birch participe au projet Manhattan, sur la conception et le développement de l'arme nucléaire connue sous le nom de Little Boy. Il supervise sa fabrication, et va sur l'île Tinian, dans l'archipel des Mariannes, pour superviser son montage et son chargement dans Enola Gay, le Boeing B-29 Superfortress chargé de la larguer sur le Japon. 
Auparavant, diplômé de l'Université Harvard, Birch a commencé à travailler en géophysique comme un assistant de recherche. C'est dès lors à Harvard qu'il passe toute sa carrière, travaillant dans ce domaine, devenant un professeur associé en géologie en 1943, professeur en 1946,  Sturgis Hooper Professor of Geology en 1949 et professeur émérite en 1974.
Birch publie plus de cent articles. En se basant sur des travaux de l'irlandais Francis Dominic Murnaghan, il développe en 1947 ce qui est maintenant connue comme l'équation d'état de Birch-Murnaghan. En 1952, il démontre que le manteau de la Terre est principalement composé de silicates, et que cette dernière dispose aussi d'un noyau externe liquide et d'un noyau interne solide, tous deux constitués de fer. Dans deux articles en 1961 sur la vitesse des ondes longitudinales, il crée ce qu'on appelle aujourd'hui la loi de Birch (en) .